# Nesticus sonei
Nesticus sonei là một loài nhện trong họ Nesticidae.
Loài này thuộc chi Nesticus. Nesticus sonei được Takeo Yaginuma miêu tả năm 1981.